# Bon voisinage (islam)
 (avril 2024).
Pour les articles homonymes, voir Bon voisinage.
En Islam, le concept de bon voisinage (en arabe : حسن الجوار) renvoie à l'idée de bienveillance et de comportement aimable envers les voisins. Cela englobe le fait de ne pas leur causer de tort, de respecter les conventions sociales dans les interactions avec eux, et de préserver l'intimité de leurs foyers,.
Le voisin est celui qui habite proche de chez toi, qu'il soit musulman ou non musulman, pieux ou pervers, de la même famille ou lointain, bon ou mauvais.

## Le bon voisinage dans le Coran
Le Coran mentionne le bon voisinage comme l'une des qualités d'un vrai croyant. Dans la sourate An-Nisâ (Les Femmes), Dieu dit : « Adorez Allah et ne Lui donnez aucun associé. Agissez avec bonté envers (vos) père et mère, les proches, les orphelins, les pauvres, le proche voisin, le voisin lointain, le collègue et le voyageur, et les esclaves en votre possession, car Allah n'aime pas, en vérité, le présomptueux, l'arrogant » (Coran 4/36).

## Le bon voisinage dans le Sunna
Le Prophète Mohammed a dit : « N’est pas croyant celui qui passe la nuit le ventre plein alors que son voisin, à côté de lui, a le ventre vide ».
Il a également dit : « Gabriel (l'archange) n'a cessé de me recommander le voisin au point que j'ai cru qu'il allait l'intégrer dans le droit de l'héritage ».

## L'étendue du voisinage
Le voisinage ne se limite pas seulement aux voisins musulmans. Quiconque habite à proximité est considéré comme un voisin, quelle que soit sa religion.
Les droits du voisin sont plus étendus pour ceux qui ont des liens de parenté avec nous, qu'ils soient musulmans ou non.